# EAST
EAST (англ. Experimental Advanced Superconducting Tokamak, кит. упр. 东方超环) — китайский экспериментальный сверхпроводящий токамак.
Расположен в городе Хэфэй провинции Аньхой, КНР. 
Токамак принадлежит институту физики плазмы при Академии наук КНР; финансирование института осуществляется Национальной комиссией Китая по развитию и реформам (Государственный комитет по развитию и реформам КНР), Академией наук Китая и министерством наук и технологий КНР.
Устройство является модификацией токамака HT-7, построенного в начале 1990-х при сотрудничестве с Россией. 
В настоящее время работы по EAST являются частью программы по созданию международного экспериментального термоядерного реактора (ITER, ИТЭР).

## История реактора
- В 1994 году был сдан в эксплуатацию экспериментальный токамак HT-7.
- в 1998 году начались работы по сооружению лаборатории[3].
- в 2003 году была начата сборка токамака[3].
- в 2006 году летом был произведён первый пуск EAST[6].
- в 2007 году достигнут ток в 500 килоампер[5].
- в 2007 году был проведён первый в мире «безубыточный» термоядерный синтез[7], с точки зрения соотношения затраченной/полученной энергии; на 2011 г. это соотношение составляет 1:1,25; в ближайшем будущем планируется довести это соотношение до 1:50[8].
- В 2009 году в ходе экспериментов в токамаке удалось 400 секунд удерживать плазму с температурой 107 градусов[1].
- В 2016 году в ходе очередных экспериментов в токамаке удалось удержать плазму с температурой 5×107 градусов в течение 102 секунд[9].
- 14 ноября 2018 года была достигнута рекордная температура плазмы 100 миллионов градусов[10].
- 29 мая 2021 года удерживал в течение 101 секунды плазму температурой 120 миллионов градусов[11][12].
- 30 декабря 2021 года плазма температурой 70 миллионов градусов удерживалась в течение 1056 секунд[2][13] (17 мин 36 сек).
- в начале 2022 года удалось разогреть плазму до температуры 70 млн градусов в течение 17 минут[14].
- в 2023 году новый рекорд — поддерживалась плазма в режиме высокого удержания в течение 403 секунд.[15][16]
- 20 января 2025 года время непрерывного удержания высокотемпературной плазмы в токамаке EAST достигло 1066 секунд.[17]

## Технические характеристики
По состоянию на 2014 год:
| Индукция поля тороида, Bt                                      | 3.5 T                                |
| Ток плазмы, IP                                                 | 1 МА                                 |
| Большой радиус, R0                                             | 1.85 м                               |
| Малый радиус, a                                                | 0.45 m                               |
| Коэффициент отношения, R/a                                     | 4.11                                 |
| Удлинение, κ                                                   | 1.6–2                                |
| Триангулярность, δ                                             | 0.6–0.8                              |
| Мощность нагрева от ионно-циклотронного резонанса (ICRH)       | 3 МВт                                |
| Мощность нижнего гибридного устройства управления током (LHCD) | 4 МВт (2012) + 6МВт (2013)           |
| Мощность нагрева от электронно-циклотронного резонанса (ECRH)  | пока нет (планируется несколько MВт) |
| ICRF                                                           | 12 МВт                               |
| Нейтральная инжекция луча (NBI)                                | 4 МВт (2013) + 4 МВт (2014)          |
| Длительность импульса                                          | 1–400 с (2014), до 1000 с (2015)     |
| Конфигурация                                                   | Дивертор                             |